# I Scream Ice Cream
I Scream Ice Cream es el nuevo proyecto danés del exintegrante de Junior Senior Jesper Mortensen. El sello discográfico francés Kitsune Music lanzó una de 12 pulgadas con las canciones "Trust Tissue" y "Closing Time Closing In" en el 2 de junio de 2008. Las canciones en el lanzamiento de Kitsune son ediciones cortas de las canciones largas originales que están disponibles en la canción de larga duración "Me Too" disponible en Tigerspring records. El álbum onsiste en sólo tres canciones de 25, 35 y 45 minutos de duración y, respectivamente, 105, 125 y 135 BPMs.